# Siège de Gibraltar (1704-1705)
Pour les articles homonymes, voir Siège de Gibraltar.
Guerre de Succession d'Espagne
Batailles
Campagnes de Flandre et du Rhin
- Landau (1702)
- Friedlingen (1702)
- Kehl (1703)
- Ekeren (1703)
- Höchstädt (1703)
- Spire (1703)
- Schellenberg (Donauworth) (1704)
- Blenheim (1704)
- Landau (1704)
- Vieux-Brisach (1704)
- Eliksem (1705)
- Ramillies (1706)
- Stollhofen (1707)
- Cap Béveziers (1707)
- Cap Lizard (1707)
- Audenarde (1708)
- Wynendaele (1708)
- Lille (1708)
- Gand (1708)
- Malplaquet (1709)
- Douai (1710)
- Bouchain (1711)
- Denain (1712)
- Bouchain (1712)
- Douai (1712)
- Landau (1713)
- Fribourg (1713)

Campagnes d'Italie
- Carpi (1701)
- Chiari (1701)
- Crémone (1702)
- Luzzara (1702)
- Verceil (1704)
- Cassano (1705)
- Nice (1705-1706)
- Calcinato (1706)
- Turin (1706)
- Castiglione (1706)
- Toulon (1707)
- Gaeta (1707)
- Cesana (1708)
- Syracuse (1710)

Campagnes d'Espagne et de Portugal
- Cadix (1702)
- Vigo (navale 1702)
- Cap de la Roque (1703)
- Gibraltar (août 1704)
- Ceuta (1704) (es)
- Málaga (1704)
- Gibraltar (1704-1705)
- Marbella (1705)
- Montjuïc (1705)
- Barcelone (1705)
- Badajoz (1705)
- Barcelone (1706)
- Murcie (1706) (es)
- El Albujón (1706) (es)
- Santa Cruz de Ténérife (1706) (en)
- Almansa (1707)
- Xàtiva (1707)
- Ciudad Rodrigo (1707) (en)
- Lérida (1707)
- Tortosa (1708)
- Minorque (1708)
- Gudiña (1709)
- Almenar (1710)
- Saragosse (1710)
- Brihuega (1710)
- Villaviciosa (1710)
- Barcelone (1713-1714)

Campagnes de Hongrie
- Saint-Gotthard (1703) (en)
- Biskupice (1704) (en)
- Smolenice (1704) (en)
- Koroncó (1704) (en)
- Zsibó (1705) (en)
- Saint-Gotthard (1705) (en)
- Trenčín (1708) (en)

Antilles et Amérique du sud
- Santa Marta (1702)
- Guadeloupe (1703)
- Nassau (1703)
- Colonia del Sacramento (1704)
- Carthagène (1708)
- Rio (1710)
- Carthagène (1711)
- Rio (1711)
- Cassard (1712)

Le siège de Gibraltar, pendant la guerre de Succession d'Espagne,  prend place entre les mois de septembre 1704 et mai 1705. 

## Contexte
Le siège a lieu à la suite de la capture en août 1704 de la ville fortifiée Gibraltar, située à l'extrémité méridionale de l'Espagne, par une flotte combinée anglo–hollandaise commandée par Sir George Rooke et le prince Georges de Hesse-Darmstadt. L’Angleterre, les Provinces-Unies, le Portugal, le Saint-Empire romain germanique et la Savoie s'étaient alliés pour empêcher l'unification des trônes français et espagnoles en supportant l'archiduc Charles VI d'Autriche, membre de la Maison de Habsbourg, qui s'était proclamé roi d'Espagne sous le nom de Charles III d'Espagne. Face à eux, Philippe, duc d'Anjou, membre de la Maison de Bourbon, avait été couronné sous le nom de Philippe V d'Espagne, avec le soutien de son grand-père et allié, Louis XIV de France. La guerre débute au nord de l'Europe, et elle ne s'étend au sud qu'en 1703, lorsque le Portugal rejoint les puissances confédérées. À partir de cette date, les forces navales anglaises s'activent à monter une opération dans la Méditerranée pour mobiliser une partie de la Marine française et perturber le commerce français et espagnol ou capturer un port pour s'en servir de base navale. La prise de Gibraltar à l'été 1704 marque ainsi le début des opérations anglaises en Méditerranée.
La perte de Gibraltar en août 1704 est vécu par Philippe V comme une humiliation et pose une menace stratégique réelle au royaume d'Espagne. Gibraltar n'est pas seulement, comme un historien espagnol l'écrira par la suite, « la première ville d'Espagne à être soustraite à la domination du Roi Philippe et forcée de reconnaître Charles », mais la ville a également une grande valeur militaire dans la mesure où elle offre un point d'entrée (en Espagne) aux armées confédérées. Cette atout est immédiatement reconnu par le commandant des forces confédérées, le prince Georges de Hesse-Darmstadt, qui écrit à Charles - dans une lettre datée du mois de septembre 1704 - que Gibraltar était "une porte à travers laquelle entrer en Espagne". Une armée débarquée à Gibraltar pouvait progresser rapidement le long de la côte et atteindre Cadix, dont le port pouvait être enlevé, pourvu que l'armée en question dispose du soutien d'une force navale. De là, la distance qui séparait le corps expéditionnaire de Séville était réduite, Charles pourrait se faire proclamer roi dans cette ville et marcher, à la tête des forces confédérées sur Madrid.
La ville de Gibraltar en elle-même avait été vidée en grande partie de sa population, et la plupart des habitants l'avaient quittée à la suite de sa chute, s'installant dans le Campo de Gibraltar. Seuls quelques douzaines d'Espagnols et une petite communauté de marchands génois, restés neutres, n'étaient pas partis. La ville était désormais gardée par une garnison confédérée composée de 2 000 Anglais et Hollandais, de 60 artilleurs et d'une centaine d'Espagnols (principalement Catalans) partisans de Charles d'Autriche. Cette garnison était soutenue par la flotte anglo-néerlandaise de Sir George Rooke forte de 51 vaisseaux de ligne opérant dans le détroit de Gibraltar. Les confédérés souffraient de deux handicaps : des vivres en quantité insuffisante et une flotte qui était depuis six mois en haute mer et qui avait, chaque jour davantage, besoin de rentrer en Angleterre pour réparer et se ravitailler.
À peine la ville de Gibraltar capturée, les confédérés se préparèrent à repousser une contre-attaque franco-espagnole qui ne manquerait pas d'arriver. La flotte confédérée mit les voiles en direction de Tetouan au Maroc, où elle put se ravitailler en eau potable. Le 22 août, une flotte française est aperçue dans le détroit, mais celle-ci se retire immédiatement après avoir été repérée. Rooke rencontre à nouveau les Français au large de Málaga le 24 août et attaque le premier, afin d'empêcher les Français de franchir la flotte anglaise et de se positionner entre elle et Gibraltar. Les deux flottes sont alors équivalentes en nombre mais les Français disposent de vaisseaux plus rapides et mieux armés. Malgré une victoire tactique, les Français n'arrivent pas à tirer avantage du combat. Aucun vaisseau n'est coulé mais les pertes sont lourdes des deux côtés avec quelque 3 000 tués ou blessés dans les deux camps, parmi lesquels des commandants français. La flotte anglo-néerlandaise est pénalisée par une pénurie de poudre à canon et de munitions, dont une grande partie avait déjà été utilisée pour la prise de Gibraltar, et l'escadre de Sir George Byng est alors contrainte de battre en retraite pour ne pas être détruite. Le reste de la flotte était, lui aussi, à court de munition mais les confédérés ont la chance de voir la flotte française se retirer le lendemain, laissant Gibraltar sous la protection de la flotte confédérée.
Ayant écarté la menace française venue de la mer, Rooke laisse autant d'hommes de canons et de vivres que possible à Gibraltar avant de rentrer en Angleterre. Il divise sa flotte, laissant 18 vaisseaux sous les ordres de l'Admiral Sir John Leake pour patrouiller dans le détroit et le long des côtes portugaises. Dans le même temps, les Espagnols entament la mobilisation de leurs troupes au mois de septembre 1704 et le Marquis de Villadarias, capitaine-général de l'Andalousie, arrive dans les environs Gibraltar avec une armée de 4 000 hommes. Villadarias compte alors rassembler une force de 12 000 hommes, composée de 9 000 Espagnols et 3 000 Français. La force franco-espagnole pourrait, en outre, compter sur le soutien des populations civiles ayant fui Gibraltar.

## Déroulement du siège
Hesse se mit immédiatement au travail et ordonna de renforcer les défenses de Gibraltar afin de rendre plus difficile toute attaque frontale par l'armée franco-espagnole. La ville est située du côté occidental de la péninsule rocheuse, elle-même reliée à l'Espagne par un isthme sablonneux. Le nord du rocher de Gibraltar présente une falaise verticale ; le seul accès à la ville consistait en une étroite bande de terre large de 120 mètres, qui était défendue par une muraille puissamment fortifiée connue sous le nom de Muralla de San Bernardo (elle sera renommée plus tard Grand Battery (en)). Le prince entreprit de réduire davantage encore cette voie d'accès en l'inondant, forçant tout assaillant qui souhaiterait emprunter cette voie à contourner la zone inondée (en) en longeant le rocher ou en longeant la côte. Il plaça des canons répartis dans cinq batteries le long de la face nord de Gibraltar : sur le North Mole, Gibraltar Harbour|Old Mole, pour permettre de tirer depuis l'ouest ; sur le Baluarte de San Pablo (plus tard renommé North Bastion (en)) ; sur les murailles du Landport, afin de pouvoir diriger sa puissance se feu en direction de l'isthme ; sur le Baluarte de San Pedro (plus tard renommé Hesse's Demi Bastion), pour pouvoir tirer depuis l'est ; et sur la Round Tower, au sommet du Rocher, face à l'isthme (ce site recevra le nom de Forbes' Batteries), depuis cette position, le feu pouvait être dirigé en direction des troupes ennemies qui s’aventureraient du côté de la zone inondée. Une « galiote à bombe » est également installée au large du Old Mole, embarquant un mortier lourd pour renforcer la puissance de feu à l'ouest du Rocher.

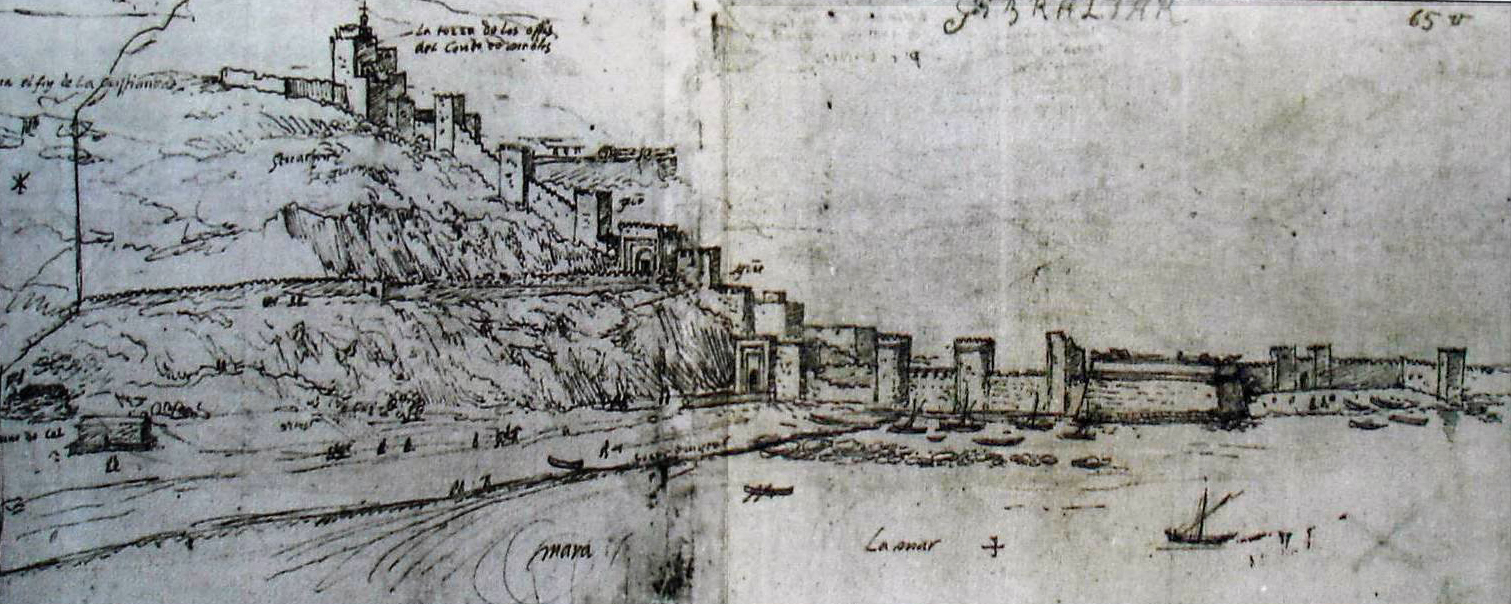
Reproduction d'une vue ancienne de la ville de Gibraltar depuis le nord

Bien que Hesse se montrait confiant dans sa capacité à conserver Gibraltar face à une force franco-espagnole pourtant supérieure en nombre, il était affaibli par des désaccords politiques entre les commandants anglais et habsbourgs. Le ressentiment était grand parmi les troupes de marine anglaises qui n'avaient pas été autorisées à rentrer en compagnie de la flotte de l'amiral Rooke. La relation entre le colonel des Marines anglais Edward Fox et le colonel irlandais Henry Nugent (en), que Hesse avait nommé Gouverneur de Gibraltar, était particulièrement mauvaise. Les deux hommes avaient combattu l'un contre l'autre lors des campagnes irlandaises de Guillaume III ; le Protestant Fox était parti servir la reine Anne, alors que le Catholique Nugent avait rejoint le service de Charles d'Autriche. Hesse écrivit que Fox était : « furieux d'être sous mes ordres et de ne pas avoir été autorisé à rentrer en Angleterre. Son respect pour le Gouverner que j'avais nommé est encore moindre. La confusion est partout. Les ordres ne sont pas exécutés, et les officiers sont les premiers à répandre le trouble… »,.
Lorsque le siège débute à l'automne 1704, Gibraltar est défendu par une garnison composée d'environ 2 000 Hollandais, Anglais, Autrichiens et de troupes espagnoles favorables aux Habsbourgs. Ces forces font face à 8 000 Français, Irlandais et à des troupes espagnoles favorables aux Bourbons. Les défenseurs parviennent à repousser les attaques des assaillants, malgré leur infériorité en nombre, en exploitant au mieux la géographie du rocher de Gibraltar et en profitant des fortifications de la ville, bien qu'ils aient manqué fréquemment d'hommes et de munitions. Les assiégeants, de leur côté, devait composer avec les dissensions entre les commandants français et espagnols et les terribles conditions d'hygiène dans les tranchées et les bastions, qui donnèrent naissance à des épidémies. Le contrôle de la mer se révéla primordial, les vaisseaux français positionnés autour du rocher ne parvenant pas à empêcher le ravitaillement en hommes et en munition, par voie maritime. Trois batailles navales eurent lieu pendant le siège, les Français subirent deux défaites et la troisième bataille marqua la fin du siège après neuf mois de bombardement de la ville.

## Conséquences
Le résultat du siège est désastreux pour les Français et les Espagnols. Les pertes s'élèvent à 10 000 hommes alors que le camp des confédérés ne perd que 400 hommes.

L'Angleterre obtient lors des Traités d'Utrecht de conserver la possession du rocher. 

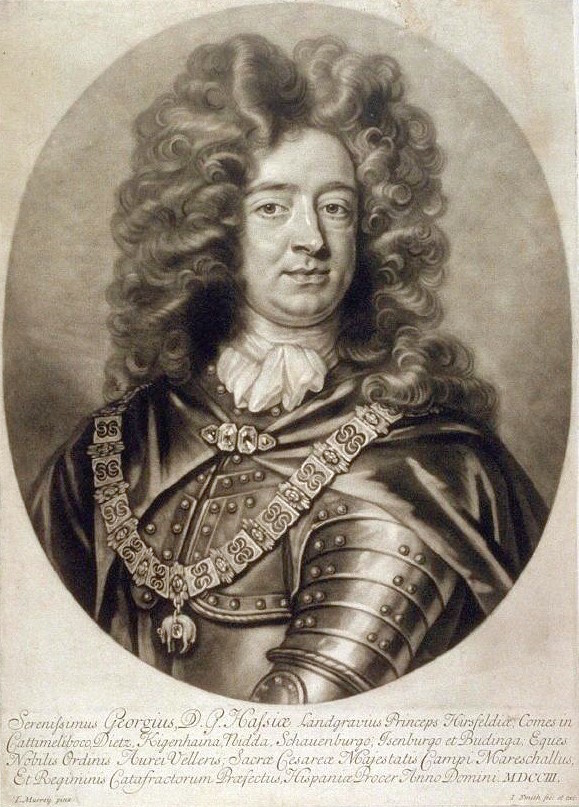
Le Prince Georges de Hesse-Darmstadt, qui commandait la garnison de Gibraltar pendant le siège.

### Sources et bibliographie
- (en) Marc Alexander, Gibraltar : Conquered by No Enemy, Stroud, Glos, The History Press, 2008, 256 p. (ISBN 978-0-7509-3331-5)
- (en) George Hills, Rock of Contention : A history of Gibraltar, Londres, Robert Hale & Company, 1974 (ISBN 0-7091-4352-4)
- (en) William G. F. Jackson, The Rock of the Gibraltarians, Cranbury, NJ, Associated University Presses, 1986 (ISBN 0-8386-3237-8)
- (en) Edward Ranulph Kenyon, Gibraltar under Moor, Spaniard, and Briton, Londres, Methuen & Co., 1938 (OCLC 5182061)
- (en) Frederick Sayer, The History of Gibraltar and of Its Political Relation to Events in Europe, Londres, Chapman and Hall, 1865 (OCLC 155313702)
- Jean Meyer et Martine Acerra, Histoire de la marine française : des origines à nos jours, Rennes, Ouest-France, 1994, 427 p. [détail de l’édition] (ISBN 2-7373-1129-2, BNF 35734655)
- Michel Vergé-Franceschi (dir.), Dictionnaire d'Histoire maritime, éditions Robert Laffont, coll. « Bouquins », 2002
- Guy Le Moing, Les 600 plus grandes batailles navales de l'Histoire, Rennes, Marines Éditions, mai 2011, 620 p. (ISBN 978-2-35743-077-8)